# Sivaske
Sivaske (en ucraniano: Сиваське, romanizado: Syvaske; en ruso: Сивашское, romanizado: Sivashskoye) es un pueblo ucraniano perteneciente al óblast de Jersón. Situado en el sur del país, forma parte del raión de Geníchesk y del municipio (hromada) de Novotroitske. 
El pueblo se encuentra ocupado por Rusia desde febrero de 2022 en el marco de la invasión rusa de Ucrania.

## Toponimia
Cuando se fundó el pueblo, se llamaba Karakut (en tártaro de Crimea: Qara Quyu, lit. 'pozo negro'). El nombre moderno del pueblo proviene del mar de Sivash.

## Geografía
Sivaske se encuentra cerca del mar de Sivash, 18 km al este de Novotroitske y a unos 180 km al sureste de Jersón.

## Historia
Sivaske se fundó en 1816 como Karakut (en ucraniano: Каракут), más tarde llevó el nombre de Rozhdestvenskoye (en ucraniano: Різдвянка, romanizado: Rizdvyanka; en ruso: Рождественське) hasta 1935. De 1923 a 1962, la localidad fue, con interrupciones, la ciudad principal del raión homónimo.
Sivaske recibió el estatus de asentamiento de tipo urbano en 1960.
Hasta el 18 de julio de 2020, Sivaske fue parte del raión de Novotroitske. El raión se abolió en julio de 2020 como parte de la reforma administrativa de Ucrania, que redujo el número de rayones del óblast de Jersón a cinco. El área del raión de Novotroitske se fusionó con el raión de Geníchesk.En 2023, Sivaske perdió el estatus de asentamiento de tipo urbano debido a la eliminación de este estatus administrativo en la legislación ucraniana.

## Demografía
La evolución de la población de Sivaske entre 1970 y 2022 fue la siguiente:
| 5600                                                          | 4945 | 4412 | 4311 | 4242 | 4068 |
| (Fuente: Cities & Towns of Ukraine y UKRAINE: Größere Städte) |      |      |      |      |      |

Según el censo de 2001, la lengua materna de la mayoría de los habitantes, el 93,37%, es el ucraniano; del 5,82% es el ruso.

## Infraestructura

### Transporte
El asentamiento tiene acceso a la autopista M18 que corre hacia el norte hasta Melitópol y Zaporiyia, y hacia el sur hasta la frontera con Crimea. La estación de tren más cercana es Rikove, a unos 10 kilómetros al este, en la línea que conecta Melitópol con Geníchesk y Sivash. El ferrocarril solía continuar hasta Dzhankói y Simferópol, pero después de la anexión rusa de Crimea en 2014, se interrumpió el tráfico a Crimea.